# Walentina Lawrentjewna Rybalko
Walentina Lawrentjewna Rybalko (russisch Валентина Лаврентьевна Рыбалко; * 9. Dezember 1918 in Sewastopol; † 31. Dezember 1991 in St. Petersburg) war eine sowjetische Bildhauerin und Hochschullehrerin.

## Leben
Rybalko studierte 1938–1946 am Leningrader Repin-Institut für Malerei, Bildhauerei und Architektur in der Bildhauerei-Fakultät bei Gawriil Schulz und Alexander Matwejew. 1945 schuf sie die Skulptur einer Schwimmerin. Ihre Diplomarbeit war eine Geflüchtete mit Kind. Die anschließende Aspirantur schloss sie 1950 mit der Verteidigung ihrer Dissertation als Kandidatin der Kunstwissenschaft ab.
Ab 1949 lehrte Rybalko an der Leningrader Muchina-Kunst-Gewerbe-Hochschule (seit 2006 St. Petersburger Stieglitz-Kunst-Gewerbe-Akademie). 1967 wurde sie zur Professorin ernannt. Einer ihrer Schüler war Juri Slotja. 1988 wurde sie zum Korrespondierenden Mitglied der Russischen Akademie der Künste gewählt.
1955 schuf Rybalko ein Hautrelief für die Station Narwskaja der Metro Leningrad. Viele weitere Werke folgten. Ab 1980 beteiligte sie sich an der Gestaltung des Sport- und Konzert-Komplexes Peterburgski und schuf verschiedene Skulpturen und Reliefs. 1985 entstand ihre Statue Blockade. 1941, die an die erlebte Leningrader Blockade während ihres Studiums erinnert und sich im Russischen Museum befindet.
Rybalko war seit 1946 Mitglied der Union der Künstler der UdSSR und gehörte ab 1982 zur Geschäftsführung der Union der Künstler der UdSSR und der Leningrader Union der Künstler.
Rybalko starb am 31. Dezember 1991 in St. Petersburg und wurde an den Literatenbrücken des Wolkowo-Friedhofs neben ihrem verstorbenen Mann Jewsei Moissejenko begraben, dessen Grabstein sie angefertigt hatte.

## Ehrungen, Preise
- Verdiente Kunstschaffende der RSFSR (1969)[2]
- Volkskünstlerin der RSFSR (1979)[2]
- Goldmedaille der Akademie der Künste der UdSSR (1986)[2]